# Irvillac
Irvillac (tiếng Breton: Irvilhag) là một xã của tỉnh Finistère, thuộc vùng Bretagne, miền tây bắc Pháp.

## Dân số
Người dân ở Irvillac được gọi là Irvillacois.